# HD 61227
HD 61227 è una stella di colore arancione di magnitudine 6,37, visibile nella costellazione della Poppa.
Si osserva anche con un piccolo binocolo ed ha l'aspetto di una normale stellina arancione come altre, se non fosse che si tratta di una delle stelle più luminose conosciute: possiede infatti una magnitudine assoluta pari a -9,14 e si trova alla grande distanza di oltre 40000 anni luce, in un settore della Via Lattea completamente diverso dal nostro. Simili stelle con una potenza così elevata esauriscono velocemente la loro scorta di idrogeno, evolvendo in supergiganti rosse ed esplodendo come supernovae nell'arco di pochi milioni di anni, o in alcuni casi anche alcune centinaia di migliaia di anni.